# Pentodon millini
Pentodon millini är en skalbaggsart som beskrevs av Miksic 1962. Pentodon millini ingår i släktet Pentodon och familjen Dynastidae. Inga underarter finns listade i Catalogue of Life.